# Isabel Pinto de Vidal
Isabel Pinto de Vidal (Montevideo, 13 de diciembre de 1885 - 1969) fue una abogada y política uruguaya feminista, perteneciente al Partido Colorado. Fue una de las siete participantes en la Conferencia de San Franciso conocidas como "madres fundadoras de la ONU" logrando cambiar el preámbulo de la Carta de Naciones Unidas que solo hablaba de "los derechos fundamentales del hombre".

## Biografía
Graduada como abogada en la Universidad de la República en 1912, participó en el Consejo Nacional de Mujeres (CONAMU, rama uruguaya del Consejo Internacional de Mujeres) desde su fundación, en 1916, junto con Paulina Luisi, Clotilde Luisi y Fanny Carrió, entre otras.  

Dicho Consejo editó la revista mensual Acción Femenina desde 1917 hasta 1925. En la publicación se encuentran reunidas las cartas, notas e informe que el Consejo fue produciendo. En el número 1 (julio de 1917) de la revista, se describe la tarea a desarrollar por Pinto de Vidal como Presidenta de la Comisión de Trabajo:  
"La Comisión de Trabajo tratará de estudiar especialmente las condiciones de trabajo en el Uruguay en lo que refiere a la mujer y al niño. En esta materia se puede decir que está todo por hacer, puesto que, salvo algunas leyes especiales, (...)"
El 16 de julio de 1918 firma, junto al resto de la Comisión Directiva del Consejo, una carta dirigida al entonces Presidente de la República Feliciano Viera, referida a los Derechos Civiles de la Mujer: 
"Solicita quiera V.E. incluir entre los que se designará para el presente período extraordinario los proyectos que contemplan lq situación civil de lq mujer para el ejercicio de determinadas profesiones y, lo que es más importante aun, para regular la situación económica de la mujer en el matrimonio, de una manera más justa y equitativa que la actualmente determinada en nuestro Código Civil." 
Llegó a ser presidenta interina del Consejo y, "antes de abandonar la presidencia, al final del año [1922], terminado su período en el cargo, insistió en la urgente necesidad de realizar más propaganda en favor del Consejo. Propuso visitar industrias y oficinas para instruir a todas las mujeres en el ejercicio de sus derechos. En su opinión, no se debía rechazar a ninguna mujer por falta de instrucción. Todas las mujeres de buena voluntad podían y debían ingresar al Consejo Nacional".
Logrado el sufragio femenino en Uruguay, el sector batllista del Partido Colorado, en el cual Pinto de Vidal militaba, entró en la campaña electoral de 1942. En la elección nacional hubo varias candidatas. El Comité Femenino Nacional Batllista promovió a varias de ellas y pidió la participación plena de la mujer en las elecciones. Por primera vez en la historia uruguaya fueron elegidas mujeres al parlamento. Sofía Álvarez Vignoli e Isabel Pinto de Vidal fueron las primeras senadoras, no solo en Uruguay, sino en toda Sudamérica. Al mismo tiempo, Julia Arévalo de Roche y Magdalena Antonelli Moreno ingresaron como diputadas. Además, Pinto de Vidal fue la primera mujer que presidió la Asamblea General.
En 1945 fue la única mujer en integrar, en su calidad de Senadora, la Delegación del Uruguay a la Conferencia de San Francisco, la cual estaba encabezada por el presidente José Serrato.
En 1951, publicó la obra El batllismo, precursor de los derechos civiles de la mujer (Montevideo: Talleres Gráficos BM) y, en 1955, Carta de Naciones Unidas.
En 1953 integró la Delegación del Uruguay que asistió a la Octava Sesión de la Asamblea General de las Naciones Unidas junto a Enrique Rodríguez Fabregat y Alberto Domínguez Cámpora, presidente de la delegación.